# Championnats du monde d'iQFOiL
Les championnats du monde d'iQFOiL sont une compétition internationale de sport nautique sous l'égide de la Fédération internationale de voile (ISAF). L'iQFOiL est une planche à voile utilisée dans les épreuves de voile aux Jeux olympiques à partir de Paris 2024. La première édition a lieu en 2021 à Silvaplana.

## Éditions
| Année | Lieu       | Dates                   |
| ----- | ---------- | ----------------------- |
| 2021  | Silvaplana | 16–22 août              |
| 2022  | Brest      | 15–22 octobre           |
| 2023  | La Haye    | 08–20 août              |
| 2024  | Lanzarote  | 26 janvier – 03 février |

## Palmarès

### Hommes / Séniors
| Éditions | Or                       | Argent                   | Bronze                   |
| -------- | ------------------------ | ------------------------ | ------------------------ |
| 2021     | Nicolas Goyard (FRA)     | Matthew Barton (GBR)     | Luuc van Opzeeland (NED) |
| 2022     | Sebastian Kördel (GER)   | Luuc van Opzeeland (NED) | Huig-Jan Tak (NED)       |
| 2023     | Luuc van Opzeeland (NED) | Sebastian Kördel (GER)   | Nicolò Renna (ITA)       |
| 2024     | Nicolò Renna (ITA)       | Paweł Tarnowski (POL)    | Luuc van Opzeeland (NED) |

### Femmes / Séniors
| Éditions | Or                    | Argent               | Bronze               |
| -------- | --------------------- | -------------------- | -------------------- |
| 2021     | Hélène Noesmoen (FRA) | Islay Watson (GBR)   | Saskia Sills (GBR)   |
| 2022     | Marta Maggetti (ITA)  | Daniela Peleg (ISR)  | Maya Morris (ISR)    |
| 2023     | Shahar Tibi (ISR)     | Katy Spychakov (ISR) | Emma Wilson (GBR)    |
| 2024     | Sharon Kantor (ISR)   | Emma Wilson (GBR)    | Katy Spychakov (ISR) |

### Hommes / Under 21
| Éditions | Or                  | Argent              | Bronze                  |
| -------- | ------------------- | ------------------- | ----------------------- |
| 2021     | Finn Hawkins (GBR)  | Max Castelein (NED) | Louis Pignolet (FRA)    |
| 2022     | Max Castelein (NED) | Johan Søe (DEN)     | Gaspard Carfantan (FRA) |

### Femmes / Under 21
| Éditions | Or                   | Argent              | Bronze                  |
| -------- | -------------------- | ------------------- | ----------------------- |
| 2021     | Shachar Reshef (ISR) | Helle Oppedal (NOR) | Sharon Kantor (ISR)     |
| 2022     | Daniela Peleg (ISR)  | Sharon Kantor (ISR) | Theresa Steinlein (GER) |